# Colorado Crush (IFL)
I Colorado sono una franchigia professionistica di football americano indoor con sede a Loveland, Colorado, che gioca nella Indoor Football League. Gli Ice disputano le loro gare casalinghe al Budweiser Events Center.

## Storia
I Colorado Ice furono fondati nel 2007 come Colorado Ice e disputarono le prime due stagioni della loro storia nella United Indoor Football, in seguito confluita nella nuova Indoor Football League nel 2009. Nel 2011 la squadra vinse per la prima volta la propria conference ma venne eliminata nel primo turno di playoff dai Tri-Cities Fever.

## Stagioni
| Anno   | V  | S  | P | Classifica          | Playoff                              |
| ------ | -- | -- | - | ------------------- | ------------------------------------ |
| 2007   | 6  | 9  | 0 | 4a Western          | Perso 1º turno (Sioux Falls)         |
| 2008   | 6  | 8  | 0 | 4a Western          | --                                   |
| IFL    |    |    |   |                     |                                      |
| 2009   | 5  | 9  | 0 | 3a Intense Pacific  | Perso Divisionals I (Fairbanks)      |
| 2010   | 2  | 12 | 0 | 5a Central West     | --                                   |
| 2011   | 11 | 3  | 0 | 1a Mountain West    | Perso semif. conference (Tri-Cities) |
| Totale | 30 | 44 | 0 | (inclusi i playoff) | (inclusi i playoff)                  |